# Polizeiruf 110: Tod im Ballhaus
Tod im Ballhaus ist ein deutscher Kriminalfilm von Hans Werner aus dem Jahr 2006. Es ist die 275. Folge innerhalb der Filmreihe Polizeiruf 110 und der 31. Fall für die hallischen Kommissare Schmücke und Schneider, verkörpert von Jaecki Schwarz und Wolfgang Winkler. Die Gastschauspieler dieser Folge sind u. a. Luise Bähr, Helmut Zierl, Florian Fitz, Antje Schmidt und Henning Baum.

## Handlung
Die Kriminalhauptkommissare Schmücke und Schneider werden ins hallische Ballhaus gerufen, wo sie die junge Tänzerin Isabel Rösler vorfinden. Sie ist mit einem Metallrohr erschlagen und ihre Knie zusätzlich zertrümmert worden. Am Tatort vorgefundene Abdrücke, die auf Krücken hindeuten, geben den Kommissaren Rätsel auf, ebenso wie die große Menge an Bargeld, die Rösler bei sich hatte. Es stellt sich heraus, dass Isabel ein heimliches Verhältnis mit ihrem verheirateten Tanzlehrer Guido Schmidt hatte. Sie war zudem im dritten Monat schwanger. Marion Schmidt lässt die Kommissare wissen, dass ihr Mann beruflich von ihr abhängig sei, das Ballhaus gehöre nämlich ihr. Eine Untersuchung des Rechners von Isabel Rösler ergibt, dass die Festplatte ausgebaut worden ist und sämtliche Disketten verschwunden sind.
Isabel Rösler war in der Altenpflege bei Lothar Brückner tätig, ihr Mann ist dort ebenfalls beschäftigt. Brückner erzählt den Kommissaren, dass die Paare Sandra Geissler und Helge Dombrowski sowie Isabel Rösler und Frank Uhlich früher die Tanzstars des Vereines schlechthin gewesen seien; wenn sie tanzten, hätte niemand anderes eine Chance gehabt. Dombrowski werde wohl aufgrund eines Unfalls nie wieder tanzen können.
Es kommt zu einem erneuten Anschlag, diesmal auf Frank Uhlich. Er wird schwer verletzt ins Krankenhaus eingeliefert. Auch ihm wurde die Kniescheibe zertrümmert. Und wieder stoßen die Kommissare am Tatort auf Krückenspuren. Durch einen Hinweis der Tänzerin Sandra Geissler nehmen die Ermittlungen schließlich eine Wendung. Der Täter hat wohl bewusst falsche Spuren am Tatort hinterlassen, um die Ermittlungen in eine von ihm gewünschte Richtung zu lenken. Geissler erzählt den Kommissaren von dem Unfall, bei dem sich das Auto, in dem sie zu viert gesessen hätten, überschlagen habe. Keinem bis auf Helge Dombrowski, der schwer verletzt wurde, sei etwas passiert. Dombrowski hatte in der Vergangenheit immer wieder mit einem Marcel Krause telefoniert. Dieser gibt gegenüber den Kommissaren zu, dass er und Dombrowski ein Verhältnis miteinander hätten, dieser jedoch nicht wolle, dass jemand davon etwas weiß. Es stellt sich heraus, dass Dombrowski, der schon wieder ganz gut laufen kann, seine Behandlungserfolge verschwiegen hat, um von der Versicherung eine höhere Rente zu bekommen, da er ja wohl kaum noch als Friseur im Geschäft seiner Eltern werde arbeiten können.
Weitere Ermittlungen führen zu Brückner, dessen Mutter vor einem Dreivierteljahr verstorben ist. Sie wurde von Isabel Rösler gepflegt, die seit diesem Zeitpunkt über größere Geldbeträge verfügte. Der Hausarzt von Frau Brückner hatte seinerzeit als Todesursache Altersschwäche angegeben. Die Kommissare bringen in Erfahrung, dass sie ihrem Sohn, der eine Vorliebe für teuere alte Autos hat, eine Villa vererbt hat. Der Käufer erzählt den Beamten, dass der Kauf des Anwesens schon einmal kurz vor einem Abschluss nicht zustande gekommen sei, da die alte Dame plötzlich einen Rückzieher gemacht habe.
Eine CD, die Schmücke und Schneider von Sandra erhalten, offenbart, dass Brückner beim Tod seiner Mutter nachgeholfen hat. Er hatte ihr wohl die blutgerinnungshemmenden Medikamente, die sie einnehmen musste, über einen längeren Zeitraum in einer Überdosis verabreicht, was über kurz oder lang zum Tod der alten Dame führen musste. Isabel Rösler hatte das herausbekommen und ihn damit erpresst. Brückner wird festgenommen wegen zweifachen Mordes und wegen zweier Mordversuche, neben Frank Uhlich hatte er zuletzt auch versucht, Sandra Geissler zu beseitigen, da diese die Erpressungsversuche ihrer Freundin Isabel fortzusetzen versuchte, um so den Kommissaren zu helfen, den Mörder Isabels festzusetzen.

## Produktion, Veröffentlichung
Die Dreharbeiten fanden vom 18. Oktober bis zum 18. November 2005 in Halle (Saale) statt.
Tod im Ballhaus wurde am 9. April 2006 im Ersten zur Hauptsendezeit erstmals ausgestrahlt. Der Film wurde von der VZ-Handelsgesellschaft mbH am 1. Dezember 2008 auf DVD herausgegeben.

## Kritik
Die Kritiker der Fernsehzeitschrift TV Spielfilm vergaben eine mittlere Wertung (Daumen zur Seite) und befanden: „Immer neue Wendungen, aber kaum Spannung. Atmosphärisch, aber total überkonstruiert.“